# Artistiek leider
Een artistiek leider of artistiek directeur is de aanduiding voor de beleidsbepalende functie bij professionele gezelschappen voor uitvoerende kunsten, zoals balletgroepen, orkesten, koren en toneelgezelschappen, maar ook bij festivals. Van hem/haar wordt een duidelijke visie gevraagd die zorgt voor verdere ontwikkeling van een gezelschap of het festival. Een artistiek leider heeft op zijn beurt een grote artistieke vrijheid nodig om zijn taak goed te kunnen uitvoeren. De artistiek leider bepaalt door zijn beleid mede het imago naar het publiek toe van het gezelschap, de concertzaal of het festival waarvoor hij programmeert.
Bij operahuizen wordt de functie van artistiek leider ook wel intendant genoemd. Deze term wordt echter ook gebruikt voor de combinatie van het artistieke met het zakelijk leiderschap.
Iemand die voor een concertzaal of theater alleen de (jaar)programmering samenstelt en dus, naast het aan de zaal verbonden gezelschap, ook anderen uitnodigt op te treden, wordt meestal programmeur genoemd. Deze persoon is niet verantwoordelijk voor de artistieke ontwikkeling van het vaste gezelschap, maar gaat over de inhoud van de programma's van de overige artiesten. Bij belangrijke concertzalen en theaters doet de artistiek leider zowel de programmering van het vaste gezelschap als van de overige uitvoeringen. 
Als iemand op projectbasis de programmering van een concert, concertreeks of muziek-, theater- of dansfestival samenstelt, spreekt met ook wel van curator, analoog aan de curator die tentoonstellingen samenstelt.
De term artistiek leider wordt ook gebruikt om degene aan te duiden die bij bijvoorbeeld een aardewerkfabriek, een horloge- of sieradenatelier, een warenhuis of een modeketen de visuele uitingsvorm van de producten van het bedrijf bepaalt. De termen creatieve leiding, (hoofd)ontwerper of de (Engelse) term artdirector worden in deze context ook gebruikt.

## Taak
De taak van artistiek leider wordt bij gezelschappen meestal toegewezen aan de chef-dirigent, huischoreograaf of vaste regisseur. De artistiek leider is verantwoordelijk voor het artistieke beleid. Concreet betekent dat dat hij, soms in samenspraak met een artistieke commissie, voor het belangrijkste deel de artistieke gang van zaken zoals repertoirekeuze en rolbezetting bepaalt. Voor een toneel/balletgezelschap of orkest/koor betekent dit dat de artistiek leider een belangrijke stempel op het gezelschap zet: de keuzes van de artistiek leider bepalen de artistieke vorming en ontwikkeling van het gezelschap. De keuze en interpretatie van het repertoire is van invloed op hoe het gezelschap zich ontwikkelt: het beïnvloedt bijvoorbeeld de manier waarop acteurs/dansers op elkaar ingespeeld raken, of de ontwikkeling van een herkenbaar "eigen geluid" bij een orkest/koor. Als een artistiek leider de juiste keuzes maakt betekent dat dat er een positieve wisselwerking optreedt tussen het repertoire en het gezelschap. Door het werk uit te voeren leert het gezelschap en ontwikkelt zich, waardoor men kwalitatief steeds betere uitvoeringen van dat werk en vergelijkbare werken gaat leveren. Ook kan het ene werk een voorbereiding zijn op een ander, moeilijker werk, waar een gezelschap, aan de hand van de keuzes van de artistiek leider, langzaam naar toe kan groeien.

## Organisatie

### Benoeming
De artistiek leider wordt benoemd door het bestuur of de Raad van bestuur, afhankelijk van de rechtsvorm van het gezelschap. Er vindt geen open sollicitatieprocedure plaats maar kandidaten worden benaderd om te solliciteren, of op voordracht benoemd (middels aanbevelingen van een commissie met leden van het gezelschap en/of deskundigen van buitenaf).
Een artistiek leider kan voor meerdere jaren worden benoemd. Ook kan gekozen worden voor de vorm van associate artist (een kunstenaar die het artistiek leiderschap bekleedt of samenwerkt met de vaste artistiek leider, voor de duur van een kortlopend project).

### Samenwerking met zakelijk leider
Een artistiek leider werkt samen met een zakelijk leider/zakelijk directeur, die de financiële verantwoordelijkheid draagt voor de uitvoering van de artistieke plannen (budgetbewaking) en overige zakelijke handelingen verricht (zoals verkoop van de productie, fondsenwerving en contracten afsluiten). De artistiek leider en de zakelijk leider vormen meestal samen de directie van een gezelschap. Soms wordt de functie van artistiek leider gecombineerd met het zakelijk leiderschap, bijvoorbeeld bij kleinere gezelschappen, festivals of zalen. Men spreekt dan van een intendant of (algemeen) directeur.
Omdat de zakelijk leider ook de verkoop van producties aan andere zalen dan de eigen zaal (het concertgebouw of theater waaraan het gezelschap verbonden is) moet verrichten, is onderling nauwe afstemming nodig. Om financieel uit te komen is het meestal nodig om een concert of voorstelling tijdens een tournee meerdere keren uit te voeren. De artistiek leider kan bijvoorbeeld een interessant maar onbekend werk willen uitvoeren waarvan de zakelijk leider weet dat het moeilijk gaat worden om een dergelijke productie te verkopen, omdat de publieke belangstelling moeilijk te voorspellen is.
Ook de bezetting (het aantal uitvoerende personen op het podium) van het stuk speelt mee: als een artistiek leider een werk wil uitvoeren dat om een grote bezetting vraagt, lopen de personeelskosten van de productie flink op en wordt ook de uitkoopsom (het vaste bedrag waarvoor de productie verkocht wordt) een stuk hoger. Daarnaast bepaalt de grootte van de bezetting ook hoe groot het podiumoppervlak dient te zijn, waardoor een stuk met grote bezetting niet aan theaters met een kleine vloer verkocht kan worden, wat de mogelijkheid voor verkoop beperkt. Bovendien hebben kleine theaters minder zitplaatsen, waardoor er minder inkomsten zijn voor de zaal die de productie inkoopt.
De prestaties van de artistiek leider (met name als regisseur) spelen ook een rol: als zijn interpretatie van bijvoorbeeld een bekend werk zó experimenteel of controversieel is, kan hij door slechte recensies potentieel publiek wegjagen waardoor de inkomsten achterblijven en er verlies geleden wordt. Dit kan leiden tot botsingen met de zakelijke leiding.
Tussen de artistieke en zakelijke leiding bestaat dus altijd een spanningsveld: de zakelijk leider moet grenzen opleggen aan de artistiek leider (om het voortbestaan van het gezelschap of de zaal te garanderen en faillissement te voorkomen), terwijl deze het liefst onbegrensde mogelijkheden heeft om zijn artistieke visie tot uiting te brengen.

### Samenwerking met productieleider
De praktische uitvoering van de plannen van de artistiek leider wordt gedaan door de productieleider. Het gaat hierbij onder meer om het maken van planningen en draaiboeken, communicatie met de uitvoerenden en het productieteam (decorbouw, geluid- en lichttechniek, kostuumatelier), reserveringen van (repetitie)locaties en het organiseren van een tournee. Ook hier is sprake van nauwe samenwerking. Zo kan een gezelschap niet onbeperkt repeteren als een artistiek leider dat wél zou willen: er moet rekening gehouden worden met het aantal uren waarvoor iedereen gecontracteerd is, CAO's en arbeidstijdwetgeving (een orkest mag niet 's ochtends en middags repeteren, én 's avonds optreden) maar ook de beschikbaarheid van repetitielocaties. Ook kan het zijn dat een artistiek leider bepaalde (technische) wensen heeft waarover de productieleider moet oordelen of deze ook in elke zaal van de tournee te realiseren zijn. Een productieleider houdt het overzicht over de gehele productie, en werkt daarom bij elke productie van het begin af aan samen met de artistiek leider.

## Sectoren

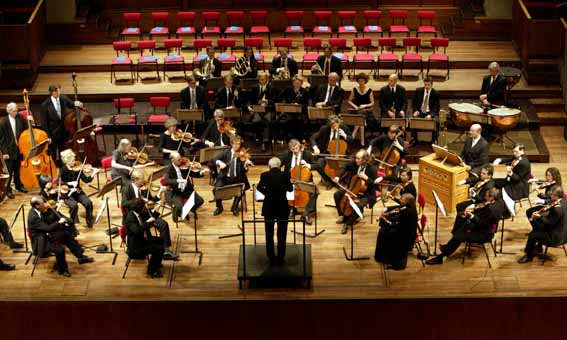
Orkest

### Orkest en koor
Bij een orkest of een koor is de functie van artistiek leider in de regel voorbehouden aan de chef-dirigent (de vaste dirigent). De dirigent bepaalt, meestal samen met de orkestcommissie en de zakelijke leiding, het repertoire dat hij met het gezelschap wil uitvoeren en de solisten waarmee hij wil samenwerken.

### Balletgezelschap

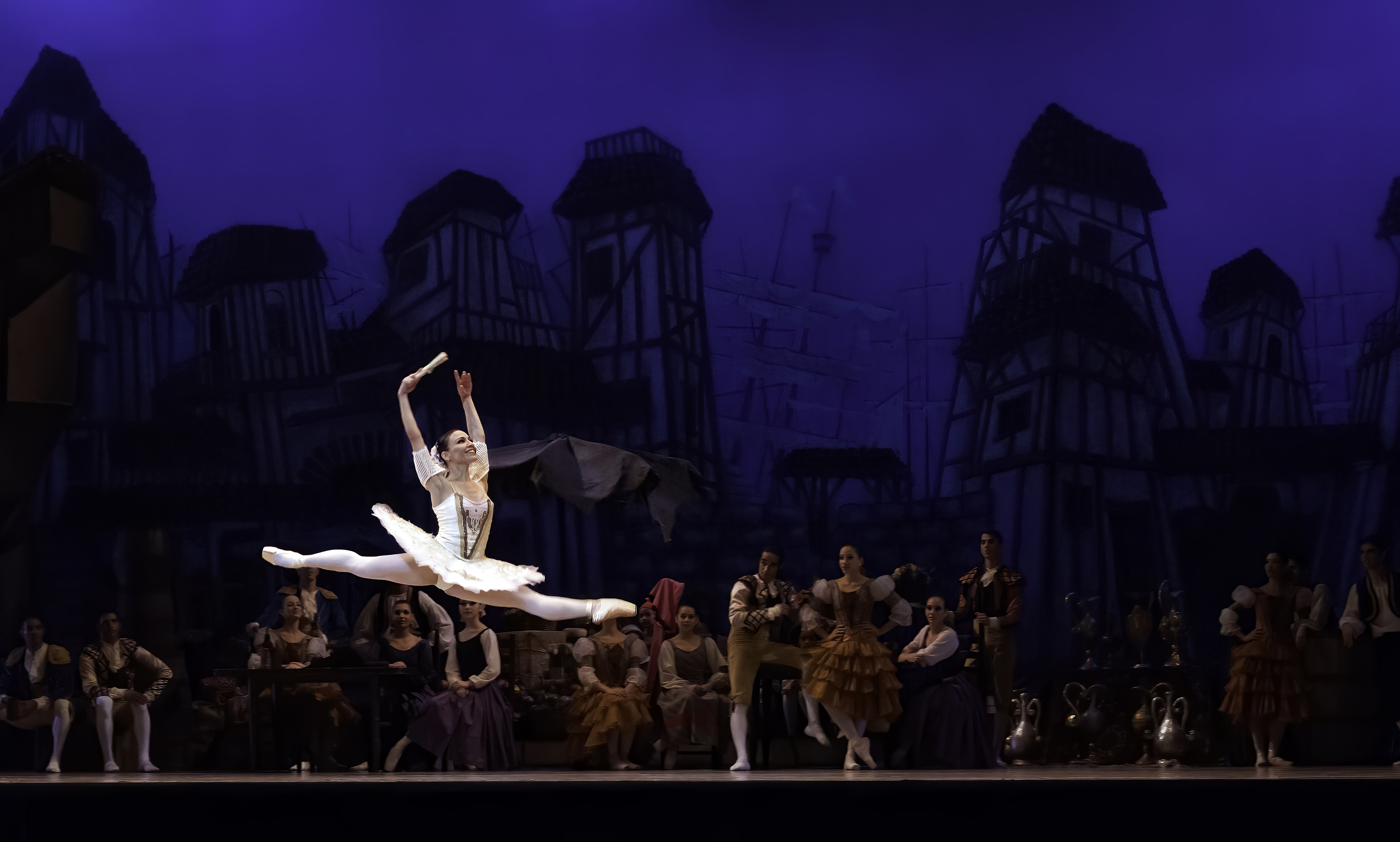
Ballet

Bij een balletgezelschap is de functie van artistiek leider gecombineerd met de functie van huischoreograaf (de vaste choreograaf). Dat houdt in dat de huischoreograaf bepaalt welke balletten hij maakt voor het gezelschap, welke dansers hij kiest en wie hij de decors en kostuums wil laten maken. Doordat een choreograaf zelf repertoire creëert, is het mogelijk een duidelijke artistieke lijn op te bouwen en het gezelschap een geheel eigen gezicht te geven.

### (Muziek)theatergezelschap

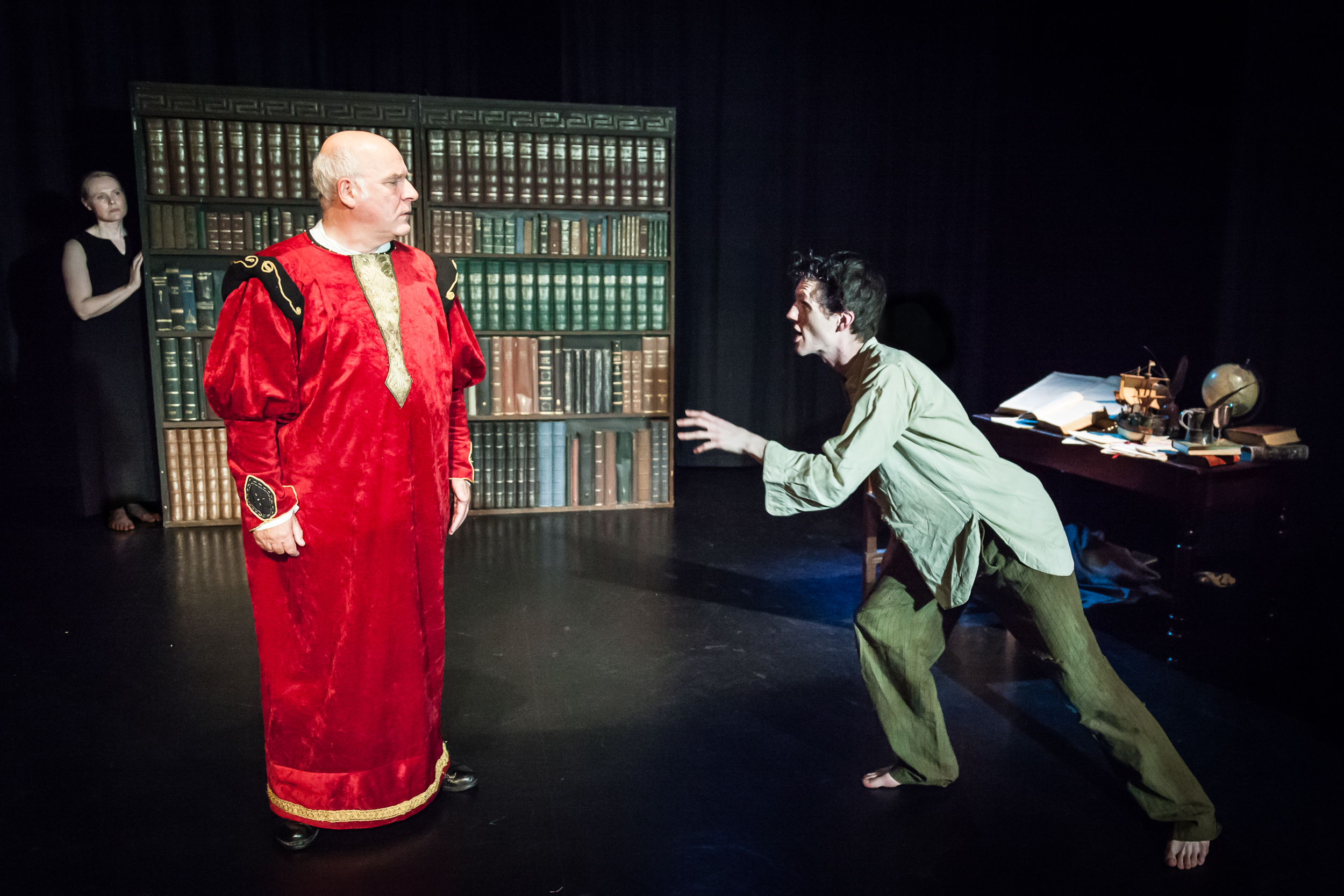
Toneel

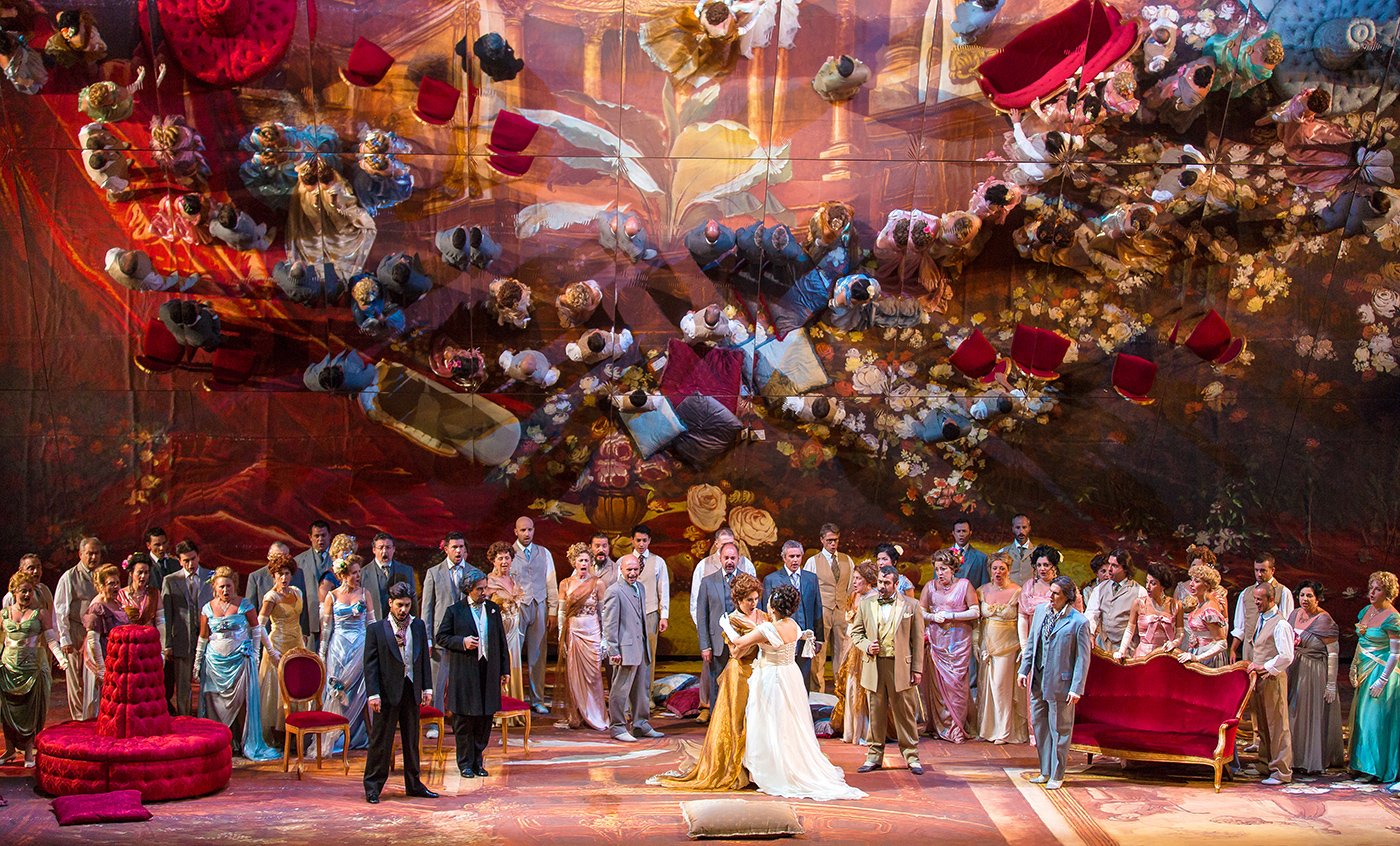
Opera

Bij een toneel- of (muziek)theatergezelschap is de functie van artistiek leider voorbehouden aan de regisseur. De regisseur kiest in samenspraak met de zakelijke leiding de toneelstukken of opera's uit en de leden van het toneelgezelschap of de zangsolisten die hij het meest geschikt vindt om dit werk uit te voeren. Door zijn regie-keuzes (en eventueel eigen tekstbewerkingen bij toneelstukken) geeft hij het werk zijn interpretatie mee.

### Concertzaal en theater
Bij een concertzaal bepaalt de artistiek directeur de seizoensprogrammering van de zaal. In de regel heeft hij hierbij te maken met een of meerdere vaste gezelschappen die aan de zaal verbonden zijn (zoals het Koninklijk Concertgebouworkest de vaste bespeler is van het Concertgebouw in Amsterdam). De artistiek leider nodigt overige gezelschappen en solisten uit die qua kwaliteit en repertoire een waardevolle aanvulling zijn op de programmering. Ook kunnen concertseries worden geprogrammeerd met bijvoorbeeld wereldberoemde orkesten of solisten zoals violisten en pianisten.
Een artistiek directeur bepaalt en bewaakt de kwalitatieve uitstraling van de programmering van de concertzaal, ook op internationaal niveau. Hierdoor weten internationaal bekende solisten dat wanneer ze door deze concertzaal uitgenodigd worden, ze opgenomen worden in een seizoensprogrammering met andere musici die hetzelfde hoogstaande niveau hebben als zij.
De artistiek leider van een theater werkt op dezelfde wijze bij de programmering van andere uitvoeringen zoals operavoorstellingen, toneeluitvoeringen en optredens van cabaretiers en kleinkunstartiesten.

### Festival

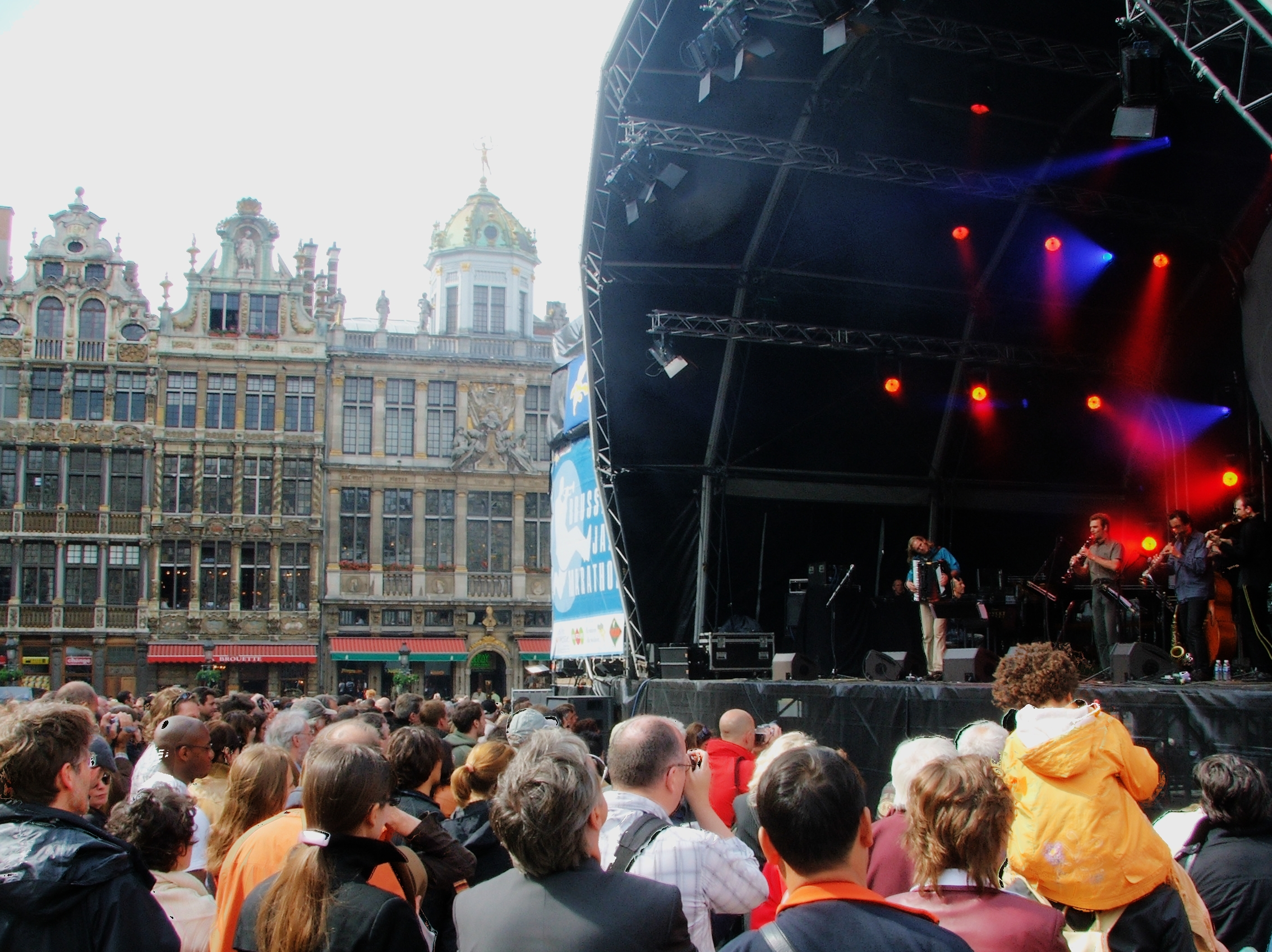
Festival Brussels Jazz weekend

Bij een festival voor muziek en/of theater wordt soms voor enkele edities een artistiek leider aangesteld, soms ook voor elke editie een nieuwe zakelijk leider gezocht. Vaak gaat het om mensen die als uitvoerend artiest hun sporen hebben verdiend, of om mensen die op organisatorisch of beleidsmatig niveau in de podiumkunsten gewerkt hebben en een groot netwerk hebben in de muziek/theaterwereld. Ook zijn er artiesten zoals Janine Jansen en Isabella van Keulen die hun eigen festival hebben opgezet en daarvan artistiek leider zijn. De artistiek leider programmeert alle concerten/uitvoeringen in een festival, vaak rondom een thema, door hem of door het organiserende bestuur gekozen. Omdat het doel is dat elk festival zich onderscheidt van eerdere edities door een uitgesproken, eigen programmering, geeft dit in de regel veel vrijheid aan de artistiek leider om een eigen stempel te kunnen drukken op het festival.